# Sorcellerie en Auvergne
La sorcellerie en Auvergne est l'ensemble des manifestations de l'art ou de la croyance en l'art d'interroger ou modifier le sort, à travers les époques, dans la zone géographique correspondant à l'Auvergne historique ou à l'ancienne région administrative d'Auvergne.

## Présentation historique

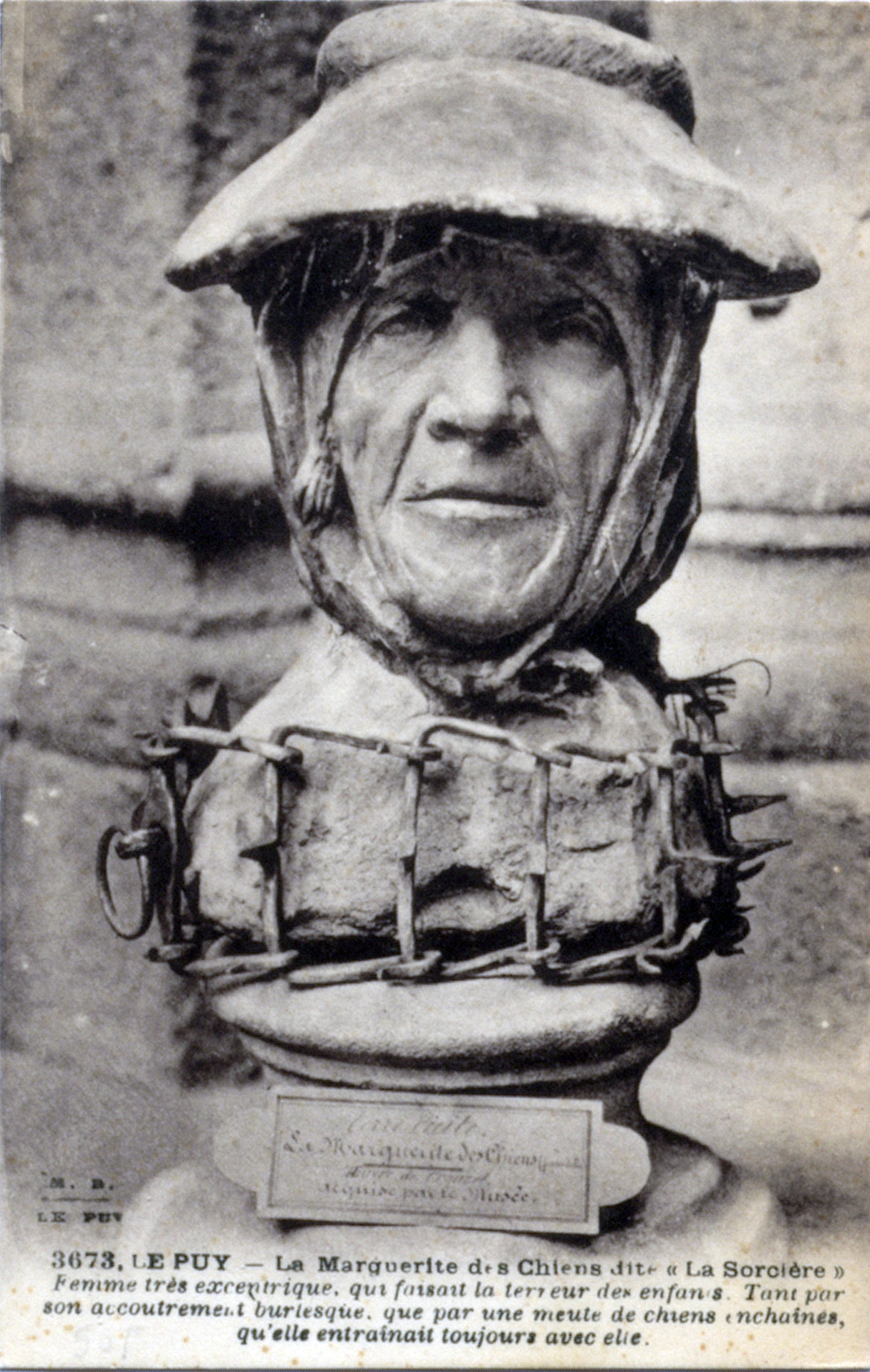
La Marguerite des Chiens dite La Sorcière, carte postale du Puy-en-Velay (Haute-Loire)

La tablette de Chamalières, tablette en plomb écrite en langue gauloise, invoquant le dieu celtique Maponos, en tant que tablette de défixion est une manifestation antique de sorcellerie au sens de sort de malédiction.
Mais la sorcellerie désigne le plus souvent l'objet de procès et de violences du XVIe et XVIIe siècles, entre chasse aux sorcières et lettres de rémission, étudiées en Auvergne par René Crozet et Pierre-François Fournier.
La sorcellerie est enfin l'objet de recherche ethnologiques pour des périodes plus récentes à travers les enquêtes de la société d'études et de recherches des survivances traditionnelles (SEREST).

## Carte des sorcières notoires en Auvergne
1. Jeannette Vergeade, brûlée vive en 1390 au hameau du Monteils-Haut à Saint-Front (Haute-Loire)
2. Agnès Celeyra, accusée de sorcellerie avant 1391 à Saint-Coust, ancienne paroisse de Châtel-Guyon
3. Blanchette de Polet, condamnée à chartre perpétuelle et morte sur la route de Vertaizon, vers 1395 ou en prison
4. Begnite Cloete, battue à mort en 1452 à Saint-Ferréol-des-Côtes
5. Jehanne de la Meu, battue à mort en 1455 dans le hameau de Tourzy de la commune de La Pacaudière
6. Guillaumete de Pigeroles, « Turletenche », battue à mort en 1464 à Pigerol, commune de Thiers
7. Aelis Perière, battue à mort en 1468 au Pacauds, commune de Paslières
8. Michelle Tortoine, battue à mort en 1472 à Moissat
9. Blanche Maydade, battue à mort en 1484 à Peyrtus, commune d'Orbeil
10. Jehanne Andraulde, battue à mort en 1548 au Fayet, commune de Marcenat (Cantal)
11. Jeanne Bosdeau, brûlée vive en 1594, originaire de Salagnac en Limousin, rebaptisé Le Grand-Bourg au XIXe siècle
12. Magdaleyne des Aymards, accusée de sorcellerie en 1605-1610 aux Aymards, commune de Verneugheol
13. Françoise Bos, accusée de sorcellerie en 1606 à Laqueuille
14. Hélips Pigiollat, accusée de sorcellerie en 1625 à Fontanges

## Liste de prétendus sorciers et prétendues sorcières

### Agnès Celeyra (?-avant 1391)
Agnès Celeyra est une prétendue sorcière dont on retrouve la trace dans les archives de l'officialité de Clermont-Ferrand avant 1391.
Le fragment de deux dépositions dans lesquels l'affaire d'Agnès Celeyra est traitée est le seul fragment connu des archives de l'officialité de Clermont en matière de sorcellerie.

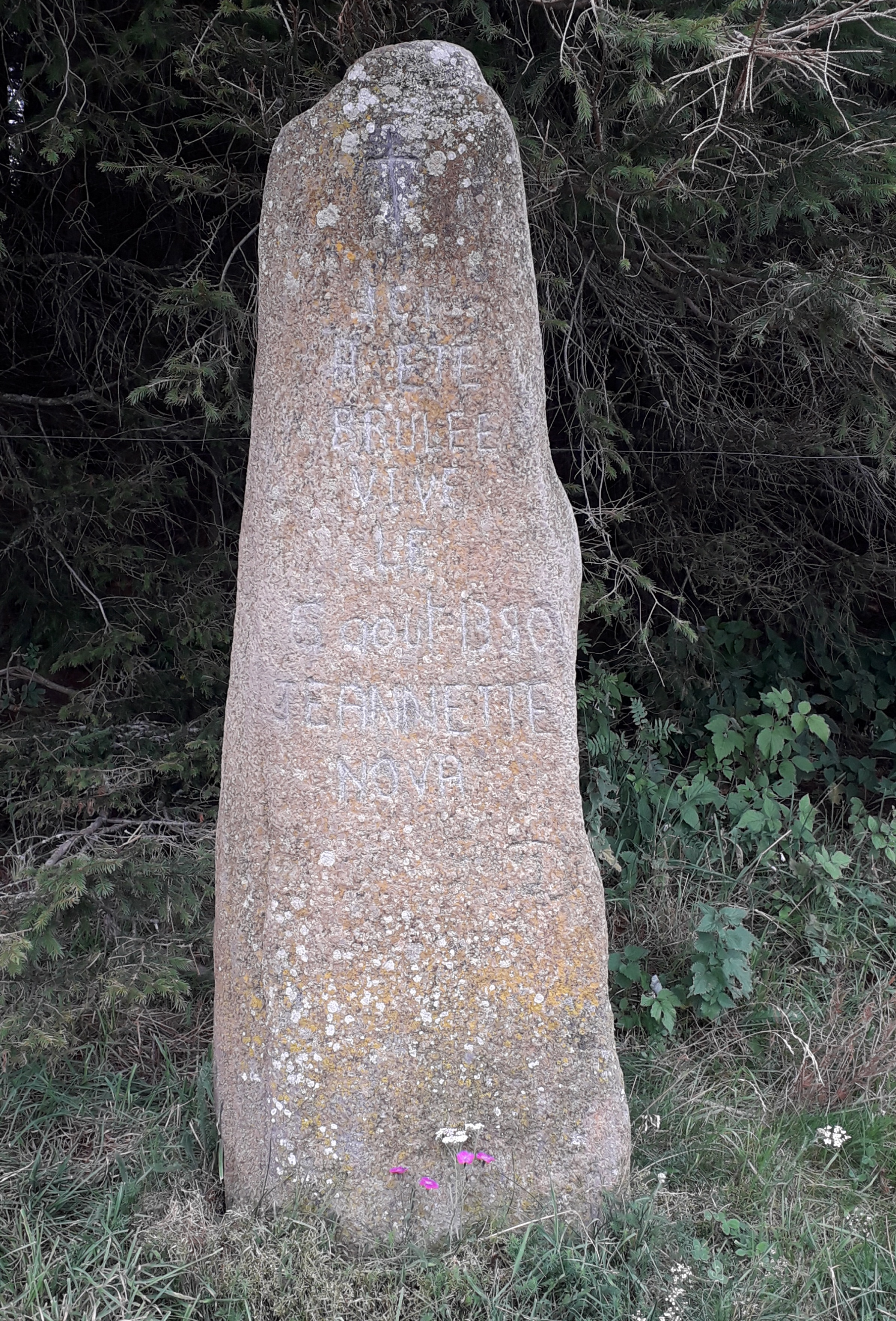
Stèle commémorative Jeannette Nova

### Jeannette Nova (?-1390)
Jeannette Nova est originaire des Farges dans le Brivadois. Elle est également connue sous les noms de Jeanette Vergeade et de Jeanette Revergada. Arrivée à Chadron-en-Velay en 1390, elle est rapidement l'objet d'une enquête secrète, menée par la cour du monastère du Monastier-Saint-Chaffre, pour ses activités de guérisseuse. Cela aboutira à son procès le 27 juillet 1390, pour neufs chefs d'accusations. Elle comparait au château de Freycenet-la-Tour le 6 août 1390,, devant le lieutenant du juge de la terre et mandement du monastère du Monastier-Saint-Chaffre et le lieutenant du régent du  bailliage. Accusée du crime de sortilèges et sorcellerie commis sur les terres du monastère et dénoncée par la rumeur publique, elle est condamnée à être brûlée vive le jour même au Monteils-Haut, commune de Saint-Front. Une stèle commémorative a été érigée sur le lieu de l’exécution.

### Blanchette de Polet (? - vers 1382-1395)
Blanchette de Polet, est accusée d'avoir pratiqué la sorcellerie contre Jean II d'Auvergne, pour le compte de son favori Aubert de Peuchaud (sortilèges d’ « amitié », pour qu’Aubert garde son influence et reste dans les bonnes grâces du Comte). Emprisonnée au château d’Ybois, commune d’Orbeil, canton d’Issoire, puis au Château de Montboissier, commune de Brousse-Montboissier, canton de Cunlhat et enfin à Riom. Elle est finalement condamnée à la prison à vie et menée au Château de l’évêque de Clermont, Henri de la Tour d'Auvergne à Vertaizon. Blanchette serait soit morte en prison, soit morte noyée en tombant du pont de Pont-du-Château sur la route du château de Vertaizon.

### Begnite Cloete (?-1452)
Begnite Cloete ou Beguite Cloete est une prétendue sorcière morte de coups et blessures  dans la paroisse de Saint-Ferréol (Saint-Ferréol-des-Côtes) en Auvergne en septembre 1452.
Accusée d'avoir ensorcelé un certain Thogny de la Villate, d'avoir promis de le guérir et d'avoir refusé par la suite. Après quoi, elle est battue par Thogny de la Villate et deux de ses amis dont Guillaume Moler et est laissée pour morte. Elle tente de retourner chez elle, s'allonge sous un arbre et meurt probablement de froid et des suites de ses blessures.
Guillaume Moler est pardonné et absous de toutes ses fautes par une lettre de rémission de Charles VII conservée aux Archives nationales.

### Jehanne de la Meu (?- novembre 1455)
Jehanne de la Meu est une prétendue sorcière du XVe siècle. Soupçonnés, avec son mari, d'être des sorciers par la rumeur publique, ils sont régulièrement menacés et battus par le voisinage. Accusée par son voisin André Morin d'être responsable de la maladie de sa femme Alayre en 1455, elle avoue pouvoir la guérir. Une semaine plus tard, Alayre étant retombée malade, André morin se rend chez Jehanne et son mari, accompagné de ses deux fils. Malgré leurs supplications, ils sont battus par les trois hommes. Jehanne est emmenée à l'extérieur par André Morin et un de ses fils et est violemment frappée à la tête. Elle décède par la suite.
André Morin et ses deux fils sont innocentés par une lettre de rémission de Charles VII (roi de France) en novembre 1455 : comme pour les autres cas tirés des lettres de rémissions, les meurtriers ont une bonne réputation et l'accusée est reconnue coupable de sorcellerie par l'opinion publique.

### Guillaumete de Pigeroles alias "La Turletenche" (1374-1464)
Guillaumette de Pigeroles alias La Turlutenche est une prétendue sorcière morte de torture, coups et blessures à Thiers en septembre 1464. 
Âgée de 90 ans au moment des faits, Guillaumete est accusée par la rumeur publique d'avoir empoisonné la femme de Jehan Sommet, notaire à Thiers. Torturée et menacée à plusieurs reprises par ce dernier, sur les conseils d'autres personnes, elle déclare ne pas pouvoir guérir la malade. Le lendemain, Jehan Sommet demande à deux amis et ses deux beaux-frères de retourner chez Guillaumete. Elle est emmenée à l'extérieur, nue et est battue et laissée pour morte. Ils reviennent après avoir constaté la guérison de la malade mais trouve Guillaumete près de la rivière Durolle, inconsciente. Ils la ramènent chez elle et la laissent devant la porte de sa maison. Elle est retrouvée morte le lendemain. 
Jehan Sommet est innocenté et pardonné par une lettre de rémission de Louis XI conservée aux Archives nationales. 
L’histoire de Guillaumette Pigeroles a été reprise par la romancière Mireille Calmel dans Le Bal des Louves en 2003.

### Jean et Guillaume Imbert (vers 1470-1472)
En 1470, Jean Imbert, meunier et charpentier, soupçonné de crime de sorcellerie et dénoncé au bailli du seigneur Lafayette est brûlé vif au lieu-dit Le Chambon à Pontgibaud. 
En 1472, son fils Guillaume, est accusé d'avoir eu recours à la sorcellerie par vengeance et d'avoir causé la mort de deux personnes. Emprisonné et soumis à la question (torture), il avoue. Il se suicide en prison, persuadé qu'il allait subir le même sort que son père. 
Leurs biens et leur terre sont confisqués au profit du seigneur de Pontgibaud.

### Aelis, ou Alips, Perière (?- mars 1468)
Aelis Perière, paysanne et veuve de Jehannin Paillard, est une prétendue sorcière accusée d'avoir fait mourir sept ou huit bovins appartenant à Guillaume et Antoine Dubos, d'avoir rendu leurs femmes malades et eux-mêmes car ils refusaient de lui donner ce qu'elle demandait (du pain, de la laine, du lard, du foin…). Les deux paysans la soupçonnent après qu'elle les ait menacés en leur affirmant qu'ils seraient bientôt pauvres. Le 6 juin, les deux hommes décident d’aller chez Aelis, de nuit, avec un autre homme Jehan Beaudan, pour l'apeurer, lui faire confesser les faits et la pousser à guérir les malades. Aelis est saisie chez elle et emmenée près de l'étang de Bost Chalvet, les yeux bandés d'un couvre-chef. Niant les faits, elle est battue à mort et abandonnée avec un bras cassé et la tête tuméfiée. Elle est retrouvée par les voisins. Guillaume et Antoine Dubos, ainsi que Jehan Beaudan seront pardonnés et acquittés par une lettre de rémission de Louis XI, à la condition de faire un pèlerinage nus vers l'église la plus proche de l'étang, chacun une torche au poing, et de demander pardon aux parents et amis de la défunte.

### Michelle Tortoine (?- 1472)
Michelle Tortoine est accusée d'avoir ensorcelée la fille de Guillaume de Nugière, âgée de 5 ans, à Mainsac, dans le canton de Vertaizon, en 1472. En sortant de la taverne, et après une conversation avec ses compagnons, Guillaume menace de battre Michelle Tortoine avec un bâton d'une longueur d'une demie aune si elle ne guérit pas sa fille. Elle se rend en ville et auprès des juges pour se plaindre de ces accusations, ce qui conduit Guillaume de Nugière à la battre. Michelle meurt des suites d'une maladie. Guillaume est absous de ses fautes par la justice sous réserve de faire dire une messe pour l'âme de Michelle.

### Blanche Maydade (Montferrand, 1484)
Blanche Maydade est une supposée sorcière, veuve de Perre Chastelpaly. Elle est tuée en avril 1484 à Montferrand sous le règne de Charles VIII, après avoir été dénoncée par Jehan Bouchut, natif de la paroisse d'Orbueil, et deux prêtres, Antoine d'Espaigne et Robert Duclaux. 
Soupçonnée d'avoir ensorcelé ou rendu malade une dénommée Florence Rondière et mise devant le fait accompli, elle refuse de le reconnaître et de le réparer, ce à quoi un des deux prêtres (D'Espaigne ou Duclaux) répond avec violence, la giflant au visage jusqu'au sang avant de la précipiter au sol. Blanche court se réfugier chez elle et meurt de ses blessures six ou sept jours plus tard.

### Katherine Hugue dite Balage (? - janvier 1496)
Katherine Hugue est une prétendue sorcière, accusée d'avoir pratiqué la sorcellerie en 1492 par Annete Roussel, avec qui elle était en conflit depuis un "certain temps". Après avoir été soupçonnée, lors d'une discussion avec Annete, d'avoir causé un avortement, elle se défend et la saisit par le bras. Deux ans plus tard, elle est accusée par Annete d'avoir rendu son bras "impotent". Elle lui répond qu'elle est innocente et lui propose de venir chez elle pour discuter. Annete se sent mieux en repartant et déclare à tout le monde que Katherine l'a guéri. Cette dernière, retourne la voir pour lui dire qu'elle n'était pas à l'origine de son mal. Annete tombe malade par la suite et menace Katherine de la dénoncer si elle ne la soulage pas. 
La supposée "sorcière" est battue par Jehan Baudet et Jehan Roussel, le mari et le frère d'Annete et décède le lendemain de l'altercation. 
Jehan Baudet est pardonné par une lettre de rémission de Charles VIII (roi de France) en janvier 1496.

### Jehanne Andraulde (-1548)
« elles trouvèrent par terre en ung boys estant près dudit ruisseau, auroient donné quelques coups sur le doz, braz et jambes de la dite Andraulde, pour la faire parler et leur faire oster ce maléfice »

— Henri II, Lettre de rémission de Henri II en réponse à la supplique d'Anne Falgouze et Agnès Chavalière pour les coups
On découvre le triste sort de Jehanne Andraulde (accusée de "lubricité" en sa jeunesse et de "sorcellerie" en sa vieillesse) dans la lettre de rémission de Henri II conservée aux Archives nationales émise en juin 1548  afin de pardonner les deux personnes à l'origine probable de sa mort : Anne Falgouze et Agnès Chavalière. Ces deux dernières, atteintes d'une maladie - dont nombre de leurs enfants étaient précédemment morts - se trouvent au bord d'un ruisseau, près du village de Fayet en Auvergne, lorsqu’elles aperçoivent Jehanne Andraulde, alors âgée. Persuadées que cette dernière est à l'origine de leur mal ou au moins capable de les en guérir, elles lui demandent de les sauver. Jehanne Andraulde ne pouvant ou ne voulant les aider, les deux compères se mettent à la battre au moyen de bouts de bois ramassés autour d'elles, la vieille dame finit par rentrer chez elle et meurt "neuf ou dix jours après".

### Magdaleyne des Aymards (159.-16..)
En 1606, à Riom, Magdeleine des Aymards, âgée de 13 à 14 ans, confesse avoir pactisé avec le diable et être allée au sabbat. Magdeleine est née à Entrevaux, dans les Alpes, mais c'est à Pontgibaud chez son oncle paternel que le diable la viole. Il revient la visiter lorsqu'elle est placée par sa mère tantôt pour garder le bétail, tantôt comme domestique. Le juge n'accorde pas de crédit à ce témoignage,.
L'interrogatoire de Magdeleine des Aymards est conservé à la Bibliothèque nationale de France parmi les manuscrits des Cinq cents de Colbert et a été intégralement retranscrit par Robert Mandrou dans son livre Possession et sorcellerie.

### Françoise Bos (15.. - 1606)
Françoise Bos, originaire de Laqueuille, est accusée en 1606 d'avoir accueilli un démon dans sa chambre et d'avoir eu des relations sexuelles avec lui en échange d'une pomme. Son procès s'est tenu à Laqueuille. Par arrêté, elle est déclarée atteinte et convaincue de sortilège et est condamnée à être pendue puis brulée. Avant l'exécution de sa sentence, elle est soumise à la "question extraordinaire" pour lui soutirer d'éventuelles informations sur des complices, et obligée de "faire amende honorable à genoux devant la porte de l'église de Laqueuille, pieds nus et en coiffe, tenant une torche de cire ardente de poix de deux livres".

### Hélips Pigiollat
Hélips Pigiollat est soupçonnée par les habitants de Fontanges de sortilèges. Son interrogatoire a lieu en 1625 sur son lieu de détention, au Château de Pesteils, à la suite d'une dénonciation. Un coffre est retrouvé chez elle, contenant du soufre, du poivre pilé, un cierge entouré de lavande et de sauge, une petite chandelle de cire et une autre herbe. Elle se défend en déclarant soigner les gens avec ces produits, qu'elle aurait reçus de personnes extérieures, d'être une « femme de bien », et de ne connaître aucun sortilège. Elle affirme être innocente, ne pas participer à un sabbat, ne pas invoquer le Diable, et ne pas avoir de marque sur le corps. La décision des juges nous est inconnue.

### Jeanne Bosdeau (1568-1594)
Jeanne Bosdeau est une présumée sorcière originaire de Sallagnac en Limousin, et vivant au moment de son procès à Saint-Angel. Elle est jugée en février 1594 par Messire Florimond de Raemond, conseiller en la cour du Parlement de Bordeaux. Soumise à la "question" (torture), elle confesse la participation à des sabbats et témoigne de ses connaissances dans l'usage du balai pour se déplacer. Épuisée par les tortures, elle se met à hurler et clamer son innocence, les juges la croyant possédée par le diable, elle est de nouveau torturée puis condamnée et brûlée vive le 12 avril 1594, à l'âge de 26 ans.  
L'Antichrist de Florimond de Raemond est la source de l'identification du Puy de Dôme comme lieu de Sabbat, mais Pierre-François Fournier récuse cette identification.

### Anonyme, Clermont-Ferrand, 1624
Marguerite Périer, nièce de Blaise Pascal relate dans son ouvrage un épisode particulier de la vie de son oncle dans son Mémoire sur la vie de M. Pascal. 
Enfant, le jeune Blaise Pascal présente déjà des problèmes de santé. Une femme, réputée comme sorcière, connue de la famille Pascal qui lui offre l'aumône, est accusée d'avoir ensorcelé l'enfant. Répondant à la demande de son père, Etienne Pascal, elle avoue avoir bel et bien jeté un sort au jeune Blaise et finit par le désenvoûter selon des pratiques propres à la sorcellerie. Quelques heures après, il est comme mort, puis il reprend vie et présente même, par la suite, des signes d'amélioration de son état.

## Sabbats au sommet du puy de Dôme

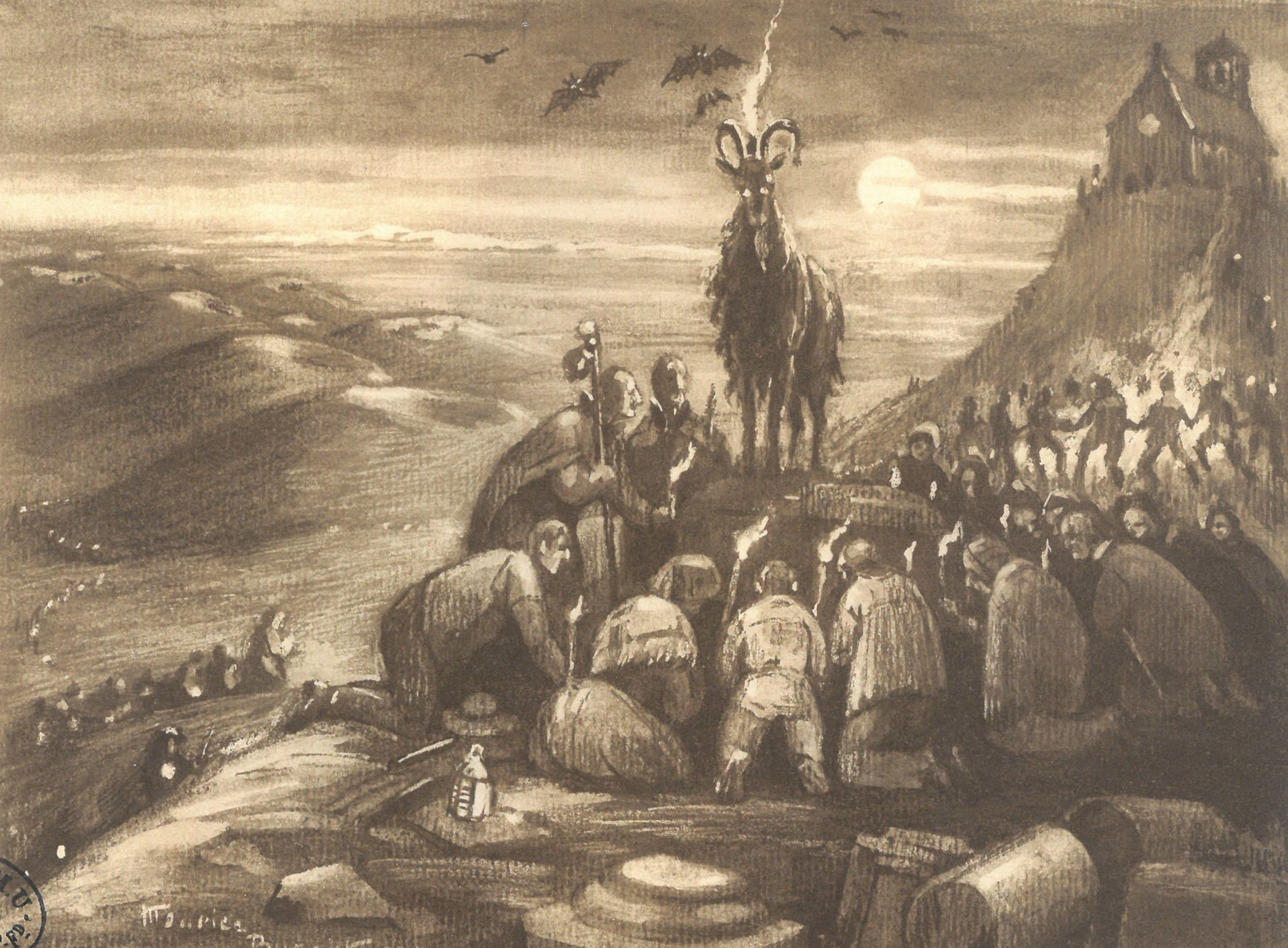
Maurice Busset, Le sabbat des sorciers au puy de Dôme.

D'après Pierre-François Fournier, si le sommet du puy de Dôme est parfois considéré comme un lieu de rendez-vous de sorciers, c'est parce que dans l'Antichrist de Florimond de Raemond publié en 1597, Jeanne Bosdeau confesse lors de son procès que : « tous les mercredis et vendredis de chasque mois le chapitre général se tenoit au puy de Dome, où elle s'estoit trouvée une infinité de fois avec plus de soixante autres personnes, tous portoient lesquels une chandelle noire, qu'ils allumoient à celle que le bouc avoit entre les cornes, à laquelle il avoit donné le feu, le tirant, du dessoubs de sa queue. Après cela tous se mettoient en dans en rond, le dos tourné l'un à l'autre ».
Mais il s'agit selon Pierre-François Fournier d'un sommet en Périgord, et non en Auvergne. 
Jacques-Antoine Dulaure, en 1787, serait le premier à faire cette erreur : avant de citer Florimond de Raemond, Dulaure précise aussi que suivant l'opinion vulgaire la chapelle de Saint-Barnabé sur le puy de Dôme était le lieu de rendez-vous des sorciers.

## Les enquêtes sur la sorcellerie en Auvergne
- Henri Pourrat a recueilli des histoires de sorcellerie en Auvergne publiées ensuite en 1933 dans son ouvrage Les Sorciers du canton.
- La Société d’études et de recherches des survivances traditionnelles (SEREST) recueille des témoignages sur la sorcellerie en Auvergne.
- Les lettres de rémission conservées aux Archives Nationales relatives ont été étudiées notamment par Pierre-François Fournier[37], Maxime Gelly-Perbellini[38], et Ludovic Viallet[39].

## Les expositions
- la Société d'études et de recherches des survivances traditionnelles (SEREST) a réalisé une exposition initialement présentée à Chateaugay pendant 10 ans[40], avant de circuler à travers la France[41].